# Mosaic de Font de Mussa
El Mosaic de Font de Mussa és un mosaic romà trobat a Benifaió (Ribera Alta) i que data del segle I-II. Es pot visitar al Museu de Prehistòria de València, on és una de les peces més destacades.
Paviment de mosaic d'opus tessellatum decorat amb tessel·les de marbre de  6 mil·límetres.
Presenta una decoració central polícroma i figurada que representa al pastor Faustul i al seu germà davant d'una cova on hi ha una lloba que alletaria a Ròmul i Rem.
La resta de la decoració del mosaic és bicroma en  blanc i negre formant sanefes amb  motius vegetals de fulles de vinya palmatilobulades i dentades, penjolls de raïm, flors variades i alternants amb quatre i sis pètals, dues corol·les a manera de cràteres, tijes amb fulles envoltant motius i a més a més hi ha motius geomètrics que formen creus, flors i estreles. Manca una part del mosaic, una franja longitudinal situada en la zona central, resultat d'una conducció municipal realitzada la passada dècada. En l'angle nord-oest hi havia una escala de marbre blanc com una mena de rampa amb motlures perpendiculars a manera d'esgraons, la qual donava accés a un espai inferior on estava aquest paviment de mosaic.